# Cascada Vernal
La cascada Vernal es una gran cascada en el río Merced, justo río abajo de la cascada Nevada, en el Parque nacional de Yosemite, EE. UU.
Tiene 97 metros de altura. Es accesible a través del sendero de la neblina, que asciende bastante cerca de la cascada de manera que los excursionistas deben pasar a través de la neblina de la cascada. También es claramente visible desde Glacier Point.
El flujo de agua es constante durante todo el año, aunque al final del verano se reduce sustancialmente su volumen y puede separarse en varios cauces menores, en vez de una única cortina de agua.
El nombre original de la cascada era Yan-o-pah ("nube pequeña"). La cascada fue llamada "Vernal" por Lafayette Bunnell, un miembro de la Brigada "Mariposa" en 1851. Aparentemente, la cascada le recordaba a Bunnell la primavera.
Cabe destacar, como curiosidad, que esta cascada apareció por error en un sello de Filipinas (1932) en lugar de la original "The Pagsanjan Falls" (Isla de Luzón). 